# Камило, Йессика
Йессика Камило Гонсалес (исп. Yessica Camilo González; род. 23 февраля 1993, Санто-Доминго) — лучница из Доминиканской Республики, выступающая на соревнованиях по стрельбе из олимпийского лука. Первая лучница из Доминиканской Республики, принимавшая участие в Олимпийских играх.

## Карьера
Йессика Камило получила путёвку на Олимпийские игры во время отборочных однодневных турниров. Для Южной Америки турнир проходил в колумбийском Медельине в рамках второго этапа Кубка мира. При этом для выявления победителя пришлось устраивать очную перестрелку между Йессикой и кубинкой Элизабет Родригес, в котором доминиканская лучница оказалась точнее — 8 очков против 7. Йессика также приняла участие и в основных соревнованиях Кубка мира, но уже в первом раунде проиграла китаянке Цао Хуэй со счётом 0:6.
На летних Олимпийских играх 2016 года в Рио-де-Жанейро Камило впервые в истории представляла свою страну на соревновании лучников. Она выступала только в индивидуальном турнире женщин. В рейтинговом раунде Йессика показала худший результат, набрав 525 очков. В связи с этим она попала в плей-офф на победительницу предварительного этапа, кореянку Чхве Ми Сун, которой проиграла со счётом 0:6 и покинула дальнейшие соревнования.